# Укрконцерт
Укрконцерт — державна гастрольно-концертна організація Української РСР.

## Історія
Українське гастрольно-концертне об'єднання «Укрконцерт», створене у Києві наказом Міністерства культури УРСР від 1 грудня 1959 року. Від 1941 року існував як відділ української естради при Українському комітеті у справах мистецтв, від 1946 року — «Укрестрада». Керівниками були Вайсман, Рост, Вількенс.
УГКО «Укрконцерт» займався плануванням і організацією гастролей українських театрів, естрадних і філармонічних колективів та окремих виконавців по УРСР та за її межами, а також в Україні — гастролерів з інших республік СРСР та інших країн світу, а також влаштовував масові театралізовані вистави і концерти, свята, ювілеї, Дні України в союзних республіках. Серед значущих культурних подій — щорічні проведення свята мистецтв «Київська весна» та дня гумору «Вишневі усмішки», Міжнародної естрадної програми «Мелодії друзів» тощо.

## Структура
До складу УГКО «Укрконцерт» входили:
- Республіканська студія естрадно-циркового мистецтва;
- Київський камерний хор імені Бориса Лятошинського;
- Театр історичного портрета;
- Театр поезії;
- Театр класичного балету;
- Фольклорно-етнографічний ансамбль;
- Естрадні колективи та ансамблі — «Очима молодих», «Кобза», «Мрія», «Кияни», «Явір», «Два кольори» (дует) та інші;
- Театр пісні Миколи Мозгового.

Структуру об'єднання складали:
- відділ фестивалів та спецзаходів;
- гастрольний, концертний, театральний відділи;
- відділ організації творчих конкурсів;
- закордонний відділ;
- адміністративно-господарчий, рекламно-видавничий, планово-економічний відділи;
- відділ кадрів;
- відділ обслуговування зони ЧАЕС (з 1986).

## Творчий склад
В УГКО «Укрконцерт» працювали народні артисти УРСР Юрій Тимошенко і Юхим Березін, Юлія Пашковська, Володимир Тимохін, Олександр Таранець,Литвинов Анатолій, Микола Гринько, Андрій Сова, Микола Гнатюк; заслужені артисти УРСР Віталій Сафонов, Р. Ф. Борисюк, А. Ф. Янкевич, В. С. Захарченко, О. Ф. Попов, О. І. Героєв, В. В. Дубок, B. Є. Пріліпченко; заслужені діячі мистецтв УРСР: Ігор Шведов,Володимир Верменич, солісти-вокалісти Валентина Купріна, Петро Топчій, Тетяна Русова та інші.
Художнім керівником Укрконцерту був заслужений діяч мистецтв УРСР Григорій Куляба, головним режисером — заслужений артист УРСР Р. А. Каченовський.
Ціла плеяда цікавих режисерів: Шарварко Б., Калашников В. Ф., Мухарський Д. О., Пацунова Л. І., Снігир В. І., сценаристів: Р. Віккерс, О. Каневський, Ю. Рибчинський, П. Глазовий, В. Довжик, А. Сова, В. Синьов, талановитих хормейстрів, диригентів, балетмейстрів, художників, майстрів художнього слова та оригінального жанру, здібних адміністраторів (концертних агентів, імпрессаріо) тощо.
1983 року був створений творчий підрозділ — Київська концертна організація «Київконцерт», куди перевели весь творчий склад української естради. «Київконцертом» у різні роки керували: Пількевич Вікторія Максимівна, Тарасов Сергій Володимирович, Стратієнко Вячеслав Анатолійович, Місан Володимир Філатович, Біляєв Ігор Іванович, Завгородній Іван Олексійович, Грибіник Микола Миколайович, Свистунов Олександр Віталійович.

## Керівництво
УГКО «Укрконцерт» перебував у приміщенні Київського цирку, що на Галицькій площі, 2.
1989 року Укрконцерт переїхав до спеціально збудованого приміщення Республіканського будинку художніх колективів (нині — Будинок національних творчих колективів України), що розташоване на бульварі Шевченка, 50-52. Першим директором Республіканського будинку художніх колективів був заступник директора Укрконцерту Рудаков Микола Іванович.
Керівниками Укрконцерту в різні роки працювали: Город Анатолій Васильович, Шарварко Борис Георгійович, Кожуховський Анатолій Іванович, Круковський Олег Володимирович, Гуськов Ярослав Михайлович.
Реформований 1992 року у шість самостійних центрів.

## Інші організації
Після 2000 року в Україні було зареєстровано щонайменше дві організації, що також містили назву «Укрконцерт», а саме:
- ТОВ «Укрконцерт», засноване 2002 року Олександром Поплавським (син відомого співака і, на той час, ректора Київського університету культури і мистецтв Михайла Поплавського) та заслуженим діячем мистецтв Лілією Єременко[1].
- ТОВ «Група компаній „Укрконцерт“», заснована 2011 року[2]